# San Esteban (Peñamellera Baja)
San Esteban o San Esteban de Cuñaba es una aldea de la parroquia de Cuñaba, concejo de Peñamellera Baja, en la comarca de Oriente, Principado de Asturias, España.
Fue galardonado en el año 1990 con el Premio al Pueblo Ejemplar de Asturias.